# آندری زیوزین
آندری زیوزین (روسی: Андрей Юрьевич Зюзин؛ زادهٔ ۲۱ ژانویهٔ ۱۹۷۸) بازیکن هاکی روی یخ اهل روسیه است.
از باشگاه‌هایی که در آن بازی کرده‌است می‌توان به کلگری فلیمس و تمپا بی لایتنینگ اشاره کرد.